# Bredebræ
Bredebræ är en glaciär i Grönland (Kungariket Danmark). Den ligger i den nordöstra delen av Grönland, 1 700 km nordost om huvudstaden Nuuk. Bredebræ ligger 45 meter över havet.
Terrängen runt Bredebræ är platt åt sydost, men åt nordväst är den kuperad.  Trakten runt Bredebræ är nära nog obefolkad, med mindre än två invånare per kvadratkilometer. Det finns inga samhällen i närheten. Trakten runt Bredebræ är permanent täckt av is och snö.